# Anousone Xaypanya
Anousone Xaypanya (laotisch: ອານຸສອນ ໄຊປັນຍາ; * 16. Dezember 2002 in der Provinz Khammuan) ist ein laotischer Fußballspieler.

## Karriere
Anousone Xaypanya stand von 2020 bis 2023 beim Ezra FC unter Vertrag. Der Verein aus der laotischen Hauptstadt Vientiane spielt in der ersten Liga des Landes, der Lao Premier League. 2020 absolvierte er neun Erstligaspiele und schoss dabei fünf Tore.